# Flughafen Inverness

i7
i11
i13
Der Flughafen Inverness (englisch Inverness Airport, schottisch-gälisch Port-adhair Inbhir Nis, IATA-Code: INV, ICAO-Code: EGPE) ist ein kleiner internationaler Verkehrsflughafen bei Inverness im Norden Schottlands.

## Geschichte
Der Flughafen wurde 1940 als Militärflugplatz durch das Air Ministry erbaut und diente der Royal Air Force während des Zweiten Weltkriegs als Royal Air Force Station Dalcross, kurz RAF Dalcross. Der Flugplatz wurde 1947 für die zivile Luftfahrt eröffnet, es dauerte jedoch bis in die 1970er Jahre, bis es durch die damalige British European Airways, eine der Vorläufergesellschaften von British Airways, zur Aufnahme einer ersten regelmäßigen Verbindung nach London Heathrow kam.

## Fluggesellschaften und -ziele
Vom Flughafen Inverness werden überwiegend Ziele in Großbritannien angeflogen, ebenso wie einige wenige europäische, jedoch keine im D-A-CH-Bereich.

## Zwischenfälle
- Am 19. November 1984 flog eine Embraer EMB 110 der Euroair (UK) (Kennzeichen G-HGGS) auf einem Postflug von Inverness nach Edinburgh neun Kilometer südlich des Flughafens Inverness in einen rund 500 Meter hohen Hügel. Vier Minuten nach dem Start wurde die Maschine unterhalb der Wolkenbasis bei einer vorgeschriebenen Mindesthöhe von 1500 Meter ins Gelände geflogen, zerbrach und brannte aus. Der Pilot, einziger Insasse, kam ums Leben.[4]